# Лоран Блан
Лоран Блан (фр. Laurent Blanc; 19. новембар 1965) је бивши француски фудбалер, а данас фудбалски тренер.

## Играчка каријера

### Клупска
Започео је професионалну каријеру 1983. године у Монпељеу, у којем је прво играо као везни играч, а касније као штопер, што му је пуно боље одговарало због телесних предиспозиција (1,91 м, 84 кг). Освојио је француски куп 1990. У свакој сезони за Монпеље постигао је бар 12 голова углавном из једанаестераца и удараца из скока.
Играо је накратко за италијански Наполи, а затим за француске клубове Ним и Сент Етјен. Истакао се као понајбољи штопер француске лиге и на наговор Ги Руа прешао у Оксер 1995, с којим је освојио првенство и куп у сезони 1995/96.
Прешао је у Барселону 1996, коју је водио Јохан Кројф. Играо је одлично, али је често био повређен. Освојио је са клубом шпански Суперкуп и Куп победника купова. Прешао је у Олимпик Марсељ, где је постао вођа екипе и добио надимак „Председник“. Освојили су 2. место у француском првенству и изгубили у финалу Купа УЕФА од италијанске Парме. Затим је играо за италијански Интер, где је проглашен за најбољег Интеровог играча сезоне.
Сер Алекс Фергусон га је покушавао довести у Манчестер јунајтед од 1996, а успео је 2001. када је Блан имао већ 35 година. Са њима је освојио Премијер лигу 2003 године.

### Репрезентативна
За репрезентацију Француске играо је од 1989. до 2000. У 97 наступа постигао је 16 голова. Освојио је европско првенство са младом француском репрезентацијом 1988. Французи се нису пласирали на Светско првенство 1990. и 1994, а на Европском првенству 1992. испали су од каснијег победника Данске. Одлучио је престати играти за репрезентацију, али се вратио на наговор селектора Еме Жакеа. На Европском првенству 1996. дошли су до полуфинала.
На Светском првенству 1998. у Француској и Европском првенству 2000. у Белгији и Холандији, освојио је 1. место са Француском. На Светском првенству 1998. у четвртфиналу је дао први златни гол на Светским првенствима, којим је Француска победила Парагвај, а у полуфиналу са Хрватском, добио је црвени картон, након прекршаја над Славеном Билићем.

## Тренерска каријера
Био је тренер Бордоа од 2007. до 2010. Освојио је са клубом француско првенство 2009. те један куп и два национална суперкупа. Постао је селектор репрезентације Француске у лето 2010, наследивши Рајмонда Доменека и са њима остао до јуна 2012. године.
Од сезоне 2013/14. Блан преузима вођење Пари Сен Жермена. Са популарним "свецима" Блан је освојио три титуле првака Француске, два национална купа те по три трофеја у лига купу и суперкупу.

## Успеси

### Играчки
Монпеље
- Куп Француске (1) : 1989/90.

Оксер
- Првенство Француске (1) : 1995/96.
- Куп Француске (1) : 1995/96.

Барселона
- Куп Шпаније (1) : 1996/97.
- Суперкуп Шпаније (1) : 1996.
- Куп победника купова (1) : 1996/97.

Манчестер јунајтед
- Премијер лига (1) : 2002/03.

Репрезентација Француске
- Европско првенство до 21 (1) : 1988.
- Светско првенство (1) : 1998.
- Европско првенство (1) : 2000.

Индивидуална признања
- Играч године у Француској (1) : 1990.

### Тренерски
Бордо
- Првенство Француске (1) : 2008/09.
- Лига куп Француске (1) : 2008/09.
- Суперкуп Француске (2) : 2008, 2009.

Пари Сен Жермен
- Првенство Француске (3) : 2013/14, 2014/15, 2015/16.
- Куп Француске (2) : 2014/15, 2015/16.
- Лига куп Француске (3) : 2013/14, 2014/15, 2015/16.
- Суперкуп Француске (3) : 2013, 2014, 2015.

Индивидуална признања
- Тренер године у Француској (2) : 2008, 2015.
- Тренер године у Француској по избору листа Франс футбол (1) : 2009.